# Werner Pabst
Werner Pabst (Apiúna, 6 de novembro de 1922 — ) foi um político brasileiro.
Passou a infância na cidade de Ibirama e hoje reside em Indaial, no estado de Santa Catarina. É filho de Luiz e Martha Pabst, imigrantes alemães. Escrivão de polícia aposentado, foi prefeito de Indaial na década de 1970, tendo criado a bandeira e os símbolos da cidade de Indaial.
Foi o primeiro filho de Apiúna a ser eleito prefeito de Indaial. Foi presidente da Associação dos Municípios do Médio Vale do Itajaí. Construiu o prédio do Centro Cívico de Indaial, que até hoje abriga a prefeitura. Criou a Festa de Instalação do Município de Indaial, a FIMI, que ocorre até hoje. Criou a banda municipal de Indaial junto com o maestro Werner Arnold que, 25 anos depois, passou a ser denominada Orquestra Municipal Werner Pabst. Participou também ativamente da concretização da construção da Ponte Vítor Konder.
É sócio honorário da Sociedade Recreativa Indaial e fundador do Lions Clube, onde participa até hoje.